# Dalmanutha
Dalmanutha är en järnvägsstation i Mpumalanga, Sydafrika, belägen drygt 20 mil öster om Johannesburg. Här stod ett av de avgörande slagen i andra boerkriget. 